# Jonas Renkse

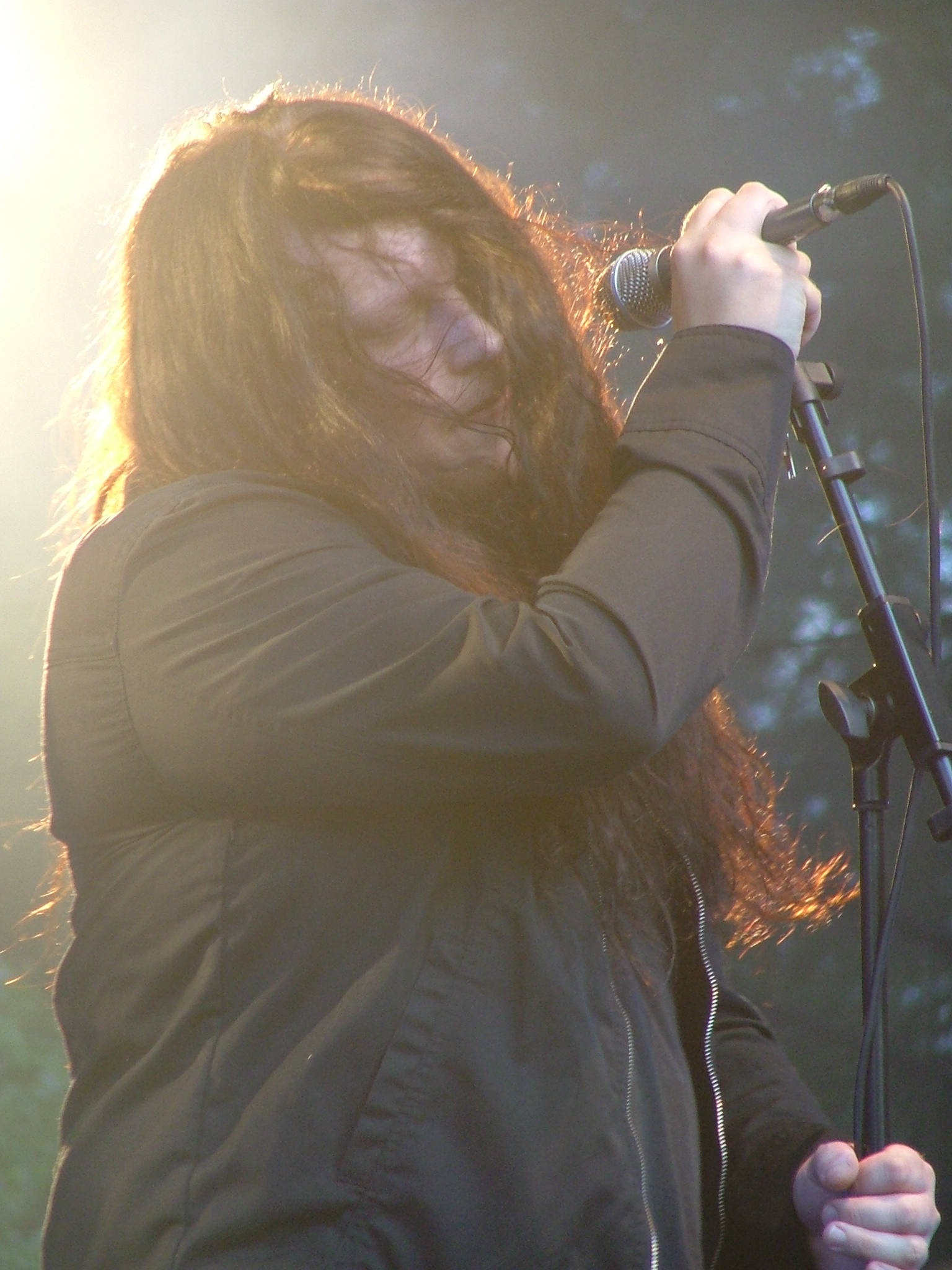
Jonas Renkse

Jonas Petter Renkse, född 1975 i Hägersten, är en svensk musiker, mest känd som sångare i metalbandet Katatonia. 
Katatonia grundade han 1991 med Anders "Blakkheim" Nyström. I detta band har han även spelat trummor och gitarr. Han var också drivande bakom den mer kortlivade gruppen October Tide och spelar bas i Bloodbath.